# أندرياس شيلينغ
أندرياس شيلينغ (بالدنماركية: Andreas Schilling)‏ هو تريثلت دنماركي، ولد في 25 مايو 1991 في الدنمارك في مملكة الدنمارك.

## وصلات خارجية
- أندرياس شيلينغ على موقع اتحاد الترياتلون الدولي (الإنجليزية)
- أندرياس شيلينغ على موقع أوليمبيديا (الإنجليزية)